# Upotte!!
Upotte!! (うぽって!!?) es una serie de manga escrita e ilustrada por Kitsune Tennouji. Se empezó a publicar en julio de 2009 por la editorial Kadokawa Shoten. Posteriormente, la obra fue adaptada a una serie de ONA, producida por el estudio de animación Xebec y transmitida en las páginas web Nico Nico Douga y Crunchyroll entre abril y junio de 2012. La serie más tarde saldría al aire en la televisión japonesa en julio de 2012.

## Argumento
La serie tiene lugar en una escuela llamada Academia Seishou. A diferencia de una escuela normal, todas las estudiantes son realmente armas antropomorfizadas, quienes son entrenadas para convertirse en un arma de combate. El sistema escolar se divide en subfusiles (escuela primaria), rifles de asalto/escopetas (escuela media) y rifles de batalla/francotirador (escuela secundaria). Todas las estudiantes en Seishou entrenan en tácticas de combate y disparo con municiones reales. La serie se centra principalmente en una rifle de asalto FN FNC llamado Funco y sus amigas.

## Personajes

### Rifles de asalto
- Funco (ふん こ Funko?)
  - Seiyū: Iori Nomizu

La protagonista principal, una niña pequeña y enérgica. Ella es un FN FNC belga, que a menudo se disgusta por haber sido apodada Fukko; es la hermana menor de la FN FAL. Como el verdadero FNC cuenta con un esqueleto stock, ella debe usar ropa interior de tiras tipo bikini en lugar de bragas, lo que al ser notado por otras personas le causa vergüenza e ira, situaciones en las que reacciona disparando.
- Ichiroku (いちろく Ichiroku?)
  - Seiyū: Misuzu Togashi

Es la mejor amiga de Funco, a quien apodó "Fukko" debido a un error en la lectura de los kanjis de su nombre. Ella tiene una personalidad enérgica y un lenguaje algo sucio con el dialecto de Osaka, pero es muy amable. Ella es una M16A4 estadounidense, su nombre significa "16" en japonés. Tiene un gran número de fanes, ya que es por lo general fotografiada para la portada de revistas especializadas en armas, como coherencia con el M16 real, que es muy famoso en todo el mundo. Tiende a alternar rápidamente entre estallidos de actividad y quietud, relacionados con la capacidad de su arma de fuego correspondiente, de ráfagas de tres rondas.
- Elle (える Eru?)
  - Seiyū: Misato

Otra amiga cercana de Funco y compañera de cuarto de Ichiroku. Ella es una L85A1 británica, su nombre es la pronunciación japonesa de la letra "L". Tímida y torpe, ella tiene un carácter poco fiable y el hábito de romper cosas, pero es muy confiable si se trata del bienestar de sus amigos, al igual que el arma que representa. Ella idolatra a la hermana mayor de Funco, Fal (FN FAL).
- Sig (しぐ Shigu?)
  - Seiyū: Kaori Sadohara

Amiga de Funco. Ella es una SG 550 suiza. Sus notas son de primera clase y es una estudiante de honor. Ella luce una precisión excepcional en disparo a medio-largo alcance y es capaz de sobrevivir a temperaturas bajo cero (similar al verdadero SG550), y no le gusta perder. Ella parece tener sentimientos por Funco y se pone celosa cuando otros se acercan a ella.